# Mónica Naranjo
Mónica Naranjo Carrasco (Figueres, 23 de maio de 1974) em é uma cantora espanhola de música pop. Actualmente já vendeu mais de 8 milhões de cópias.

## Trajectória profissional

### Mónica Naranjo (1994)
Em 1994 lançou o seu primeiro álbum, Mónica Naranjo, pela mão de Cristóbal Sansano e outros colaboradores como José Manuel Navarro, Juan Vinader e Cheni Navarro, mas passou despercebido Espanha. Perante tal situação, Mónica decidiu viajar para o México para tentar a sua sorte.
A 28 de agosto de 1994, Mónica Naranjo faz a sua estreia televisiva no programa Siempre en Domingo; semanas antes já se ouvia nas estações de rádio nacionais a sua primeira música El amor coloca.
Foi tal o êxito que no México deu dois concertos no  Teatro Metropólitan a  24 e 25 de novembro de 1995.
Em 1996 os prémios Eres do México nomearam-na uma das melhores cantoras de pop dos anos 90. Vendendo mais de 1.200.000 discos no México pelo seu álbum de estreia.
Também compunham este disco outras canções como Sola, Sólo se vive una vez e Fuego de Pasión, esta última uma versão da popular canção Love's About To Change My Heart de Donna Summer.

### Palabra de mujer (1997)
O inesperado êxito de Mónica Naranjo na América Latina fez que os responsáveis da sua companhia discográfica decidirem promove-la em Espanha.
Em 1997, Mónica publicou o seu segundo álbum, Palabra de mujer, que vendeu mais de 2 milhões de discos, principalmente em Espanha e no México.
Comparando-o com o seu primeiro disco, pode se comprovar a mudança de voz e de imagem. Até então Mónica era uma cantora pop que não exprimia bem a sua voz nem a sua aparência física e que se apresentava como uma jovem ingénua. Com o seu novo disco, Mónica reaparecia como uma diva de grande poder vocal e como uma sex symbol.
No video musical do seu primeiro tema, Desátame, Mónica aparece como uma sacerdotisa cuja sensualidade faz lembrar a Mesalina: com roupas atrevidas, submissa aos homens e rodeada de mulheres que a acariciam. As insinuações lésbicas são evidentes.
A sua aparição em setembro de 1997, no programa da Antena 3 Sorpresa, Sorpresa de Isabel Gemio, foi a base para o seu êxito em Espanha.
Nesse mesmo ano Mónica Naranjo recebeu o World Music Award no Mónaco por ser a artista latina com mais vendas do ano em todo o mundo. Já em novembro de 1998, numa actuação na gala da Antena 3  recebeu o Premio Amigo como reconhecimento ao êxito obtido com este disco em Espanha, do qual foram lançados 8 temas, das 10 canções que continha o álbum.

### Minage (2000)
Mónica desfrutava do êxito, mas sofria por ele um grande stress e desejava retirar-se para uma vida mais tranquila para explorar novos caminhos dentro de uma evolução artística.
Segundo rumores, a sua companhia Sony Music pretendía continuar a explorar  Palabra de mujer. Chegaram-se a gravar dez canções em inglês por Brian Rawlinge Graham Stack, produtores de Cher, entre elas "If You Leave Me Now" e "Enamorada", mas finalmente este projecto apareceu  para lançar o disco Minage.
(mais info sobre os álbuns na página espanhola)

## Cinema
À parte da música, Mónica participou em dois filmes, nos quais realizou um pequeno papel:
- 2001: Marujas Asesinas (Javier Rebollo).
- 2004: Yo, Puta (María Lidón, "Luna").

## Discografia

### Discos De Estúdio
- 1994: Mónica Naranjo
- 1997: Palabra de mujer
- 2000: Minage
- 2001: Chicas malas
- 2002: Bad girls
- 2008: Tarántula

### Discos Em Directo
- 2005: Colección privada- Tour Minage, edição de luxo.
- 2009: Stage.
- 2009: Adagio.

### Recompilatórios
- 2002: Grandes éxitos, editado só no México.
- 2005: Colección privada.

### DVD
- 2005: Colección privada - Tour Minage.
- 2008: Tarántula, edição especial limitada numerada.
- 2009: Stage’’.
- 2009: Adagio.